# Герман, Михаил Юрьевич
Михаи́л Ю́рьевич Ге́рман (23 февраля 1933, Ленинград — 7 мая 2018, Санкт-Петербург) — советский и российский историк искусства, доктор искусствоведения, профессор; писатель, фотограф, член Международной ассоциации художественных критиков (AICA) и Международного Совета музеев (ICOM), член Международного ПЕН-клуба и Союза российских писателей, член Союза журналистов Санкт-Петербурга и Международной Федерации Журналистов (IFJ). Главный научный сотрудник Русского музея.

## Биография
Родился 23 февраля 1933 года в Ленинграде. Отец — Юрий Павлович Герман, мать — Людмила Владимировна (урождённая Рейслер), брат (единокровный) — Алексей Юрьевич Герман.
Годы Великой Отечественной войны провёл в эвакуации в одном из сёл Молотовской области.
В 1957 году с отличием окончил Институт живописи, скульптуры и архитектуры с присвоением квалификации искусствоведа. Дипломная работа «Диоскурид и римские резчики августовской эпохи» (рук. доц. А. П. Чубова), после чего два года работал в музее-заповеднике «Павловск» экскурсоводом. В 1972 году подготовил к защите кандидатскую диссертацию «Живопись Уильяма Хогарта: некоторые проблемы эволюции» (защищена в 1979 году под названием «Уильям Хогарт и его время»).
Был женат на Наталье Викторовне Черновой-Герман.
Умер 7 мая 2018 года в Санкт-Петербурге. Был кремирован; прах находился в Санкт-Петербургском крематории, позднее был захоронен на Смоленском кладбище.

## Награды
- Царскосельская художественная премия (2007)[4][5]
- Премия «Невский проспект»[6]
- Премия правительства Санкт-Петербурга в категории «проза» за книгу «Неуловимый Париж».